# كنيور
الكُنيْوُر (بالإنجليزية: Conure) هو ببغاء حجمه متوسط في نصف الأرض الغربي حجم جسمه أقل بالنسبة لباقي الببغاوات الضخمة، لبعض أنواعه ذيل طويل، وللأخرى ذيل قصير ومخروط، وكلمة كنيور بالإنجليزية تعني حرفياً مخروط الذيل. يتغذى على الفواكة والبراعم والأزهار والبذور، ويربى في المنازل حيوانًا أليفًا.

## الخصائص
يصل طول الطائر إلى 33 سم ويزن من 120 إلى 200 جرام، ويصل وزن بعض فصائله 390 جرام وهي تعرف باسم كنيور البتغونية العظيم.لون المنقار عادة ما يكون أسود اللون، وبعضها لها منقار كبير والغالبية لها منقار متوسط. ألوان الكنيور كثيرة وممتزجة يصعب وصفها بدقة، ولكن أشهر الأنواع هو الكنيور الذهبي والكنيور ذو الخدين الأخضر.

## الأنواع
- الكنيور الجنوبي (بالإنجليزية:Austral Conure)
- الكنيور الأزرق المتوج (بالإنجليزية:Blue-crowned Conure)
- الكنيور ذو الخدين الأخضر (بالإنجليزية:Green Cheeked Conure)
- باتاغونيا كنيور (بالإنجليزية:Patagonian Conure)
- الكنيور الذهبي (بالإنجليزية:Golden Conure)
- كنيور الشمس (بالأنجيليزية :Sun Conure)

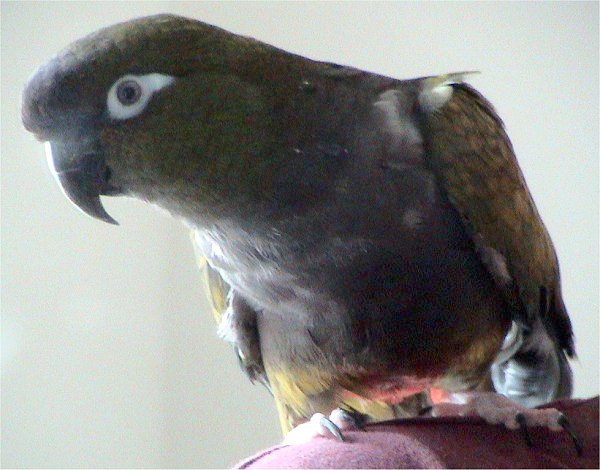
باتاغونيا كنيور
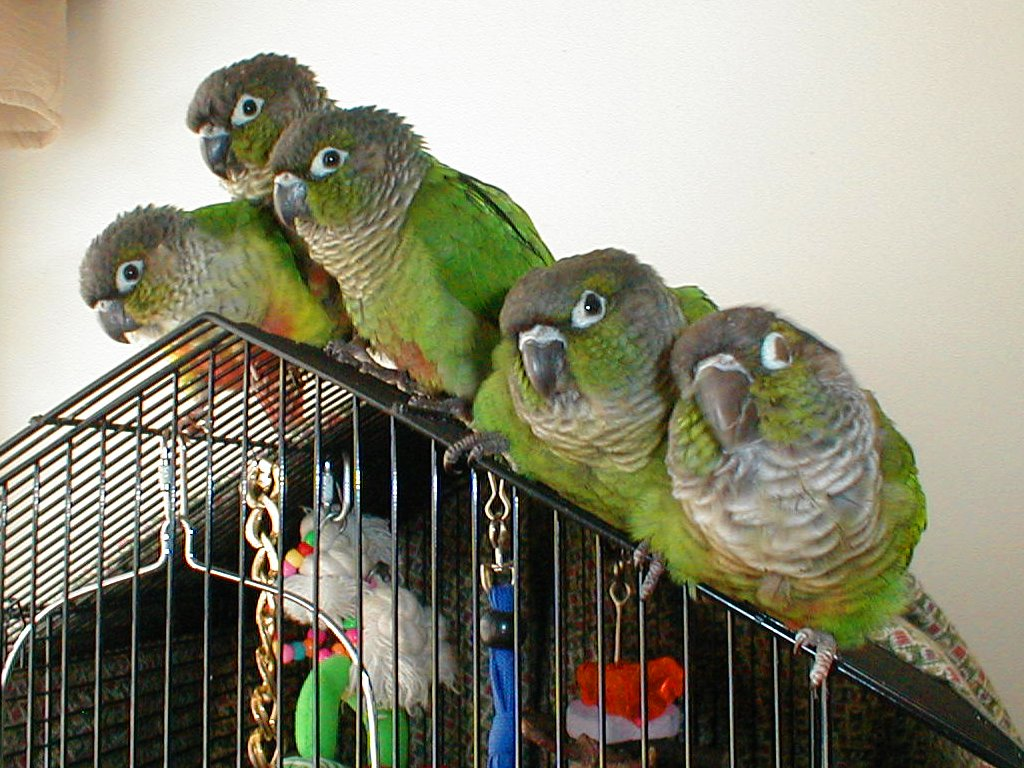
مجموعة من ببغاوات الكنيور ذو الخدين الأخضر
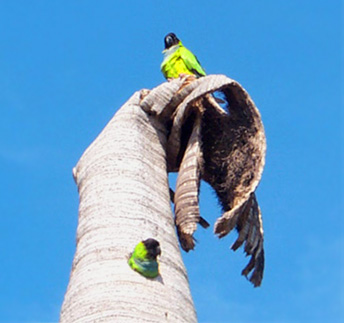
كنيور يعيش في البرية تحديدا في تجويف الأشجار

## التكاثر
بعد موسم التزواج تصنع ببغاوات الكنيور العش في تجويف الأشجار وتضع الأنثى من 3 إلى 4 بيضات.